# ليستر غوران
ليستر غوران (بالإنجليزية: Lester Goran)‏ (16 مايو 1928، بيتسبرغ في الولايات المتحدة - 6 فبراير 2014)؛ كاتب وروائي أمريكي.